# Janani Luwum
Janani Jakaliya Luwum (1922 – 17 de febrero de 1977) fue Arzobispo de la Iglesia de Uganda (anglicana) desde 1974 a 1977 y uno de los líderes eclesiásticos más influyentes de la iglesia moderna en África. Fue asesinado en 1977.

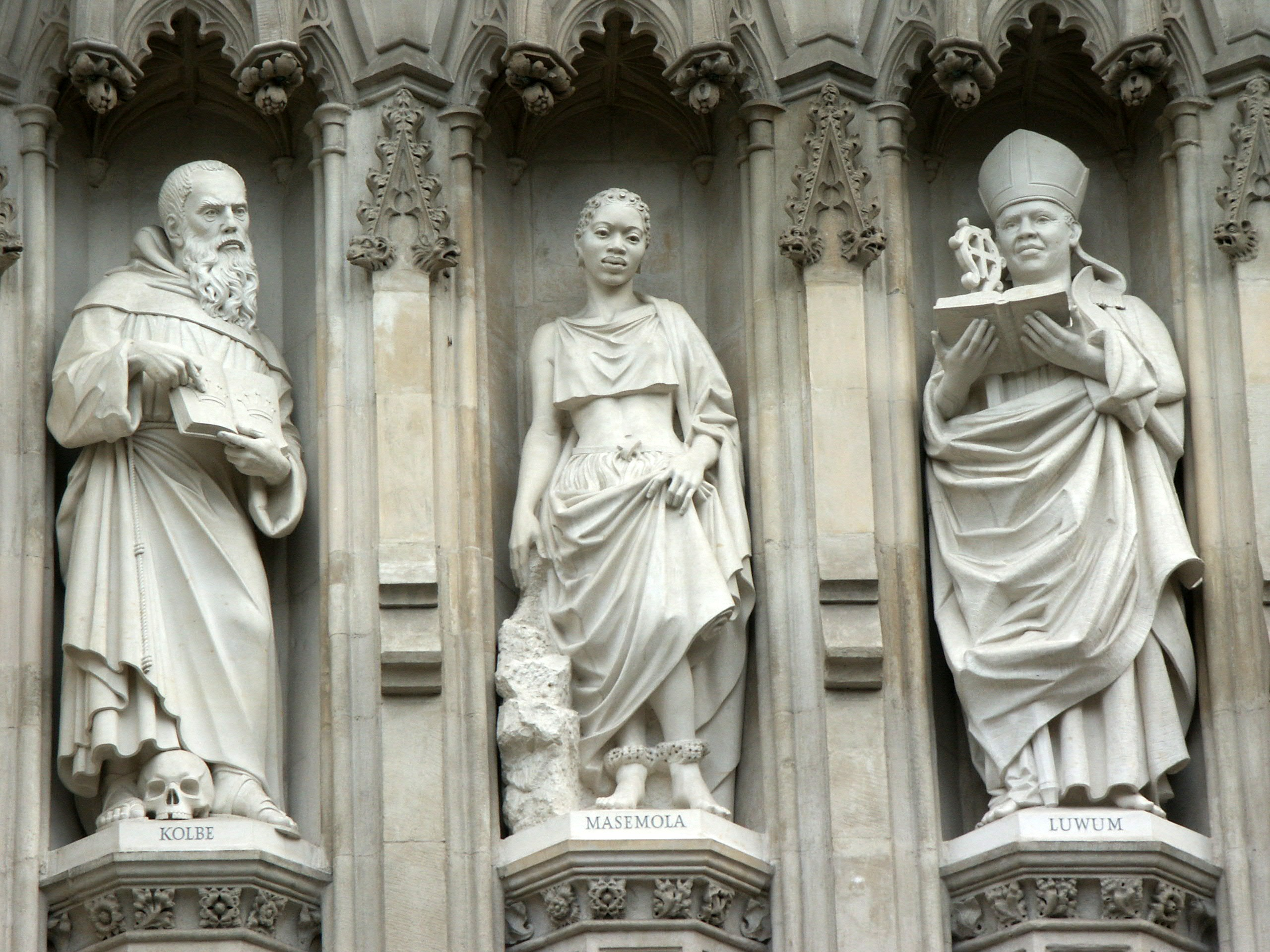
Estatuas de tres mártires del (Maximiliano Kolbe, Manche Masemola y Janani Luwum) en la puerta occidental de la Abadía de Westminster (Londres).

## Breve biografía
Luwum nació en la aldea de Mucwini en el distrito de Kitgum, de padres Acholi. Luwum se convirtió al cristianismo en 1948 y en 1949 entró en el Seminario de Bulawasi. Fue ordenado diácono en 1953 y al año siguiente sacerdote. Prestó sus servicios en las diócesis del Alto Nilo y Mbale en Uganda. En 1961 fue consagrado Obispo de la Provincia Anglicana del Norte de Uganda. Tras cinco años fue nombrado Arzobispo de la Provincia Metropolitana de Uganda, Ruanda, Burundi y Boga-Zaire, convirtiéndose en el segundo africano en alcanzar esta responsabilidad.

## Arresto y muerte

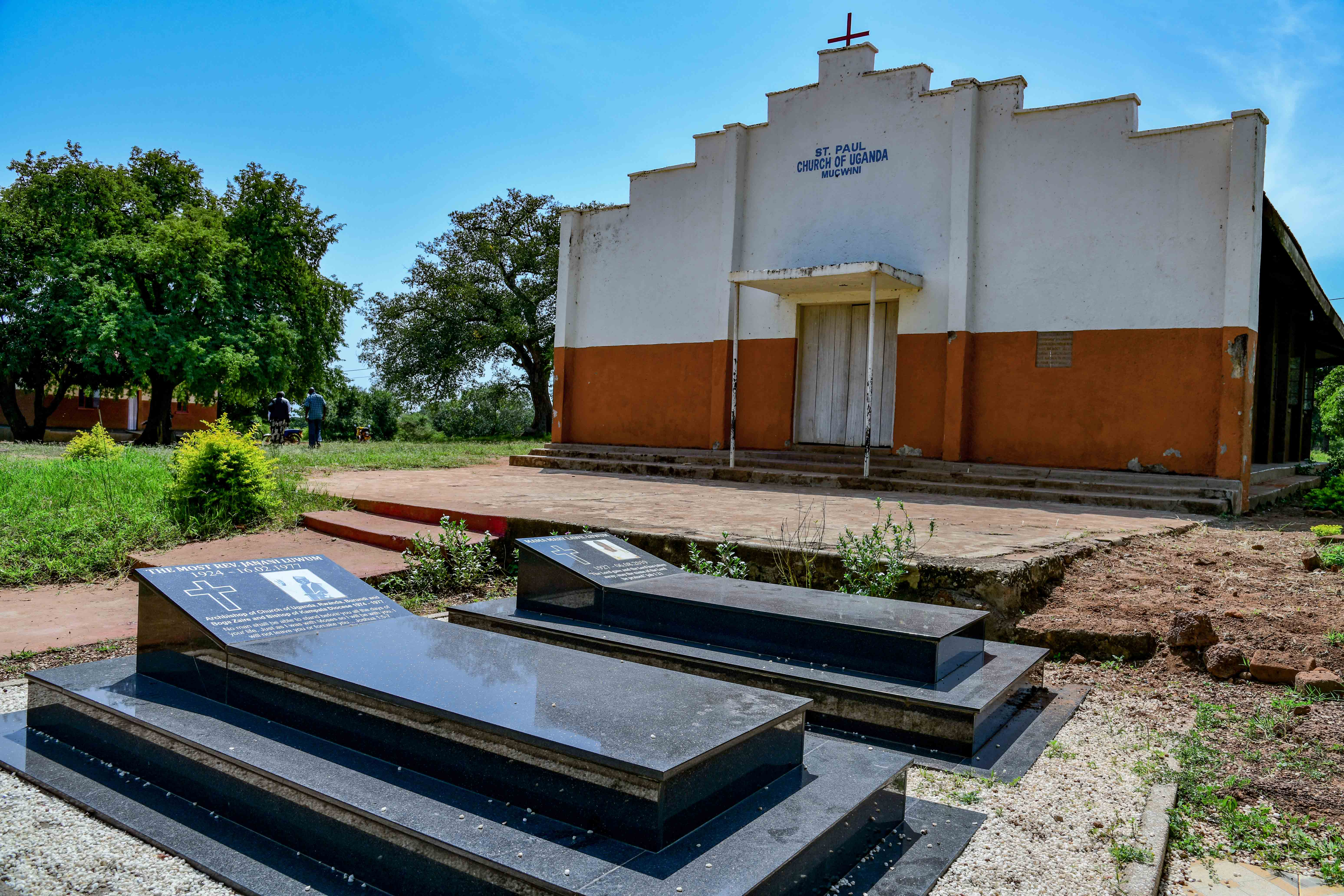
Sitio de entierro de Janani Luwum en Mucwiini, Kitgum, Uganda. Aquí descansan el arzobispo Janani Luwum, su esposa Mary Luwum, fallecida en 2019, y Ezira Kubwota Ode, fallecido en 2001. Luwum, nacido en 1924, fue el primer arzobispo en la comunión anglicana del martirizado en funciones, siendo asesinado el 16 de febrero de 1977. En su honor, la Catedral de Canterbury estableció una capilla dedicada a mártires modernos en 1978.

El Arzobispo Luwum lideró las críticas a los excesos del régimen de Idi Amin, que había asumido el poder en 1971. En 1977, Luwum entregó al dictador una nota de protesta contra las muertes arbitrarias y las desapariciones. Poco después, el Arzobispo y otros clérigos fueron acusados de traición.
El 16 de febrero de 1977, Luwum fue arrestado junto con dos ministros del gobierno, Erinayo Wilson Oryema y Charles Oboth Ofumbi. El mismo día, Idi Amin preparó una manifestación en Kampala con los tres acusados presentes. Otros "sospechosos" fueron forzados a realizar confesiones en contra de los tres hombres. El Arzobispo fue acusado de ser un agente del expresidente Milton Obote y de preparar un golpe de Estado. Al día siguiente, Radio Uganda anunció que los tres habían muerto cuando el vehículo que los transportaba a un centro de detención colisionó con otro. El accidente, según la radio, se había producido como consecuencia del intento de los prisioneros de hacerse con el control del vehículo. Cuando el cuerpo de Luwum fue entregado a sus parientes, observaron que el Arzobispo había recibido un impacto en la boca y tres en el pecho. Los dos ministros habían recibido también impactos en el pecho.
De acuerdo con relatos posteriores de testigos, las víctimas fueron llevadas a un cuartel, donde fueron torturadas, golpeadas y finalmente muertas por arma de fuego. Algunos de estos relatos indican que Amín en persona realizó los disparos.
Janani Luwum dejó viuda, Mary Lawinyo Luwum, y nueve hijos. Fue enterrado en su aldea natal. Ha sido reconocido como mártir por la Iglesia de Inglaterra y su muerte se conmemora cada 17 de febrero. Su estatua está entre los mártires del siglo XX de la Abadía de Westminster en Londres.